# Майра Росалес
Майра Лізбет Росалес (6 листопада 1980 – 16 лютого 2024) була американською жінкою, відомою тим, що в один момент була найважчою жінкою з усіх живих. У своїй найбільшій вазі вона важила 470 кг. Вона стала відомою в березні 2008 року, коли її сестру посадили за вбивство її дворічного племінника, у вбивстві якого Розалес спочатку фальшиво зізналася. Вона вирішила повернути своє життя, щоб отримати опіку над дітьми своєї сестри, у яких на той момент не було батьків, щоб піклуватися про них.

## Інцидент 2008 року
18 березня 2008 року в Ла-Джойя, штат Техас, Елісео Росалес-молодший був доставлений до лікарні з проблемами дихання та серйозною травмою голови, від якої він пізніше помер. Його тітка Майра Ліз Бет Аннароса Росалес була заарештована за підозрою у вбивстві. Росалес спочатку взяла на себе відповідальність за смерть свого племінника, стверджуючи, що вона впала і випадково розчавила його, коли її права рука вислизнула, коли вона намагалася підняти дитину. Однак незабаром медичний персонал встановив, що Елісео помер від сильного удару тупим предметом, що поставило під сумнів зізнання Росалес. Джеймі Лі Розалес, мати дитини та сестра Майри Росалес, також була заарештована за звинуваченням у нанесенні тілесних ушкоджень дитині та в нездатності захистити дитину.